# Jeanine Moulin
Pour les articles homonymes, voir Moulin (homonymie).
Jeanine Moulin (née Jeanine Rozenblat le 10 avril 1912 à Bruxelles et décédée le 18 novembre 1998 à Bruxelles) est une écrivaine belge.

## Biographie
Fille de réfugiés polonais installés à Bruxelles, elle obtient en 1932 une licence de philologie romane de l'Université libre de Bruxelles. Poète et essayiste, elle est par ailleurs l'épouse de Léo Moulin et la mère du compositeur Marc Moulin.
Ses premiers travaux portent sur l'exégèse de textes de Gérard de Nerval (Les Chimères de Gérard de Nerval, publié en 1937), et Guillaume Apollinaire (Manuel poétique d'Apollinaire, publié en 1939).
À partir de 1947, elle publie des recueils de poésie, tout en reprenant ses travaux sur Nerval, et en s'attachant également à des personnalités féminines auxquelles elle consacre des essais, Marceline Desbordes-Valmore en 1955 et Christine de Pizan en 1962.
Mais elle retient également l'attention par une anthologie de la poésie féminine, Huit siècles de poésie féminine, du XIIe siècle à nos jours,.
L’Académie française lui décerne  pour cet ouvrage le prix Valentine-de-Wolmar en 1967. Elle a aussi reçu le prix Desbordes-Valmore de la Société des poètes français.
Poète, elle est élue à l'Académie royale de langue et de littérature française de Belgique le 13 novembre 1976.
Elle meurt en novembre 1998 à Bruxelles, à 86 ans.

## Œuvres
- Les Chimères de Gérard de Nerval, 1937
- Manuel poétique d'Apollinaire, 1939
- Jeux et Tourments, 1947
- Marceline Desbordes-Valmore, 1955
- Feux sans joie, 1957
- Rue Chair et Pain, 1961
- La Poésie féminine, 1963
- Les Mains nues, 1971
- Huit siècles de poésie féminine : [anthologie], Paris, Seghers, 1981, 475 p. (ISBN 9782221008232)
- Musée des objets perdus, 1982
- La Craie des songes, 1986